# Venecia (estación)
La estación sencilla Venecia, hace parte del sistema de transporte masivo de Bogotá llamado TransMilenio inaugurado en el año 2000.

## Ubicación
La estación está ubicada en el sector sur de la ciudad, específicamente sobre la Autopista Sur entre carreras 55 y 54A. Se accede a ella por medio de un puente peatonal ubicado sobre esta última vía.
Atiende la demanda de los barrios Venecia Occidental, Las Delicias y sus alrededores.
En las cercanías están la fábrica de aceites La Sevillana, el almacén Alkosto Venecia, el Parque Venecia, el Hospital Tunjuelito, la Parroquia Santa Cecilia y la zona industrial de la Autopista Sur.

## Origen del nombre
La estación recibe su nombre del barrio ubicado en el costado sur.

## Historia
La inauguración de la estación se realizó el 15 de abril de 2006, siendo parte del tramo comprendido entre las estaciones Alquería y Portal Sur - JFK Cooperativa Financiera de la Troncal NQS.

## Servicios de la estación

### Servicios troncales
| Tipo                                                    | Rutas al Norte | Rutas al Oriente | Rutas al Sur | Rutas al Occidente |
| ------------------------------------------------------- | -------------- | ---------------- | ------------ | ------------------ |
| Ruta fácil                                              | 4              |                  | 4            |                    |
| Expresos todos los días todo el día                     |                |                  | G43          | K43                |
| Expresos lunes a viernes hora pico de la mañana y tarde | C30            |                  | G30          |                    |
| Expresos lunes a viernes hora pico de la mañana         |                | A52              |              |                    |
| Expresos lunes a viernes hora pico de la tarde          |                |                  | G52          |                    |
| Expresos sábados de 5:00 a. m. a 3:00 p. m.             | C30            |                  | G30          |                    |

### Esquema
| ← Norte    |         |         |
| Carrera 54 | 4A52    | C30K43  |
| Puente     | Vagón 2 | Vagón 1 |
| Carrera 54 | 4G52    | G30G43  |
| Sur →      |         |         |

### Servicios urbanos
Así mismo funcionan las siguientes rutas urbanas del SITP en los costados externos a la estación, circulando por los carriles de tráfico mixto sobre la Avenida NQS, con posibilidad de trasbordo usando la tarjeta TuLlave:
| Código | Sector             | Dirección               | Rutas                                    |
| ------ | ------------------ | ----------------------- | ---------------------------------------- |
| 045A10 | H Estación Venecia | Autopista Sur - KR 54A  | A506A601K505 97 579 599 C701 P7 T163     |
| 058A09 | G Estación Venecia | Av. NQS - CL 44 Bis Sur | G505G506G528H601 97 579 599 C701 P7 T163 |

## Ubicación geográfica
| Noroeste: Pradera - Plaza Central | Norte: F Distrito Grafiti | Nordeste: N Calle 42 Sur |
| Oeste: G Sevillana                |                           | Este: G Alquería         |
| Suroeste: H Portal Tunal          | Sur: Tunjuelito           | Sureste: H Parque        |